# Xomiaco
Xomiaco är en ort i Mexiko.   Den ligger i kommunen Tlatlauquitepec och delstaten Puebla, i den sydöstra delen av landet, 180 km öster om huvudstaden Mexico City. Xomiaco ligger 1 686 meter över havet och antalet invånare är 284.
Terrängen runt Xomiaco är kuperad söderut, men norrut är den bergig. Runt Xomiaco är det ganska tätbefolkat, med 199 invånare per kvadratkilometer. Närmaste större samhälle är Teziutlan, 15,0 km sydost om Xomiaco. I omgivningarna runt Xomiaco växer huvudsakligen savannskog.